# 現在是聖誕節時刻
《現在是聖誕節時刻》（英語：Christmas Time Is Here）是由美國爵士音樂家文斯·葛拉迪在1965年期間發表，於當年度聖誕節期間在CBS電視網上播出的《花生漫畫》特別動畫《查理·布朗的聖誕節》裡，所插入的樂曲。
此樂曲內容最初只有無歌詞的旋律演奏，之後該節目製作人李·曼德森為它添增歌詞版本。《現在是聖誕節時刻》在發行後有被多名歌手翻唱，另有被引用穿插在2015年推出的《史努比 The Peanuts Movie》裡。

## 背景
電視節目製作人李·曼德森在進行拍攝1965年美國CBS電視網聖誕節特別節目《查理·布朗的聖誕節》時，某日在經過金門大橋中聽到廣播裡播放的爵士樂《Cast Your Fate to the Wind》，當時李·曼德森直覺這首曲子的創作者及演奏者文斯·葛拉迪是擔任《查理·布朗的聖誕節》配樂的絕佳人選，便聯絡對方見面。
文斯·葛拉迪答應李·曼德森的邀請後，製作了用於節目開頭的樂曲《現在是聖誕節時刻》。李·曼德森聆聽後，認為這首樂曲相當優美，希望能找人為它添增一些歌詞；但之後因找不到能抽出時間的人選，便自行嘗試撰寫歌詞。後續李·曼德森在一張廚房旁的桌子上，花了約十分鐘的時間，寫下了一段大概一分鐘長度的歌詞。
此樂曲的合唱，是委託一個位於聖拉菲爾的聖保羅聖公會教堂（St. Paul's Episcopal Church）孩童合唱團來擔任，並在恩典座堂裡錄製。

## 銷售
| 排行榜                        | 週內最高名次 |
| ----------------------------- | ------------ |
| 加拿大（Canadian Hot 100）    | 40           |
| 美国（《告示牌》百大單曲榜）  | 41           |
| 美國（Billboard Holiday 100） | 17           |
| 全球（Billboard Global 200）  | 82           |

## 反應
《現在是聖誕節時刻》自發行後，有被佩蒂·奧斯丁、蘿絲瑪麗·克魯尼、R.E.M.等歌手或樂團翻唱。
文斯·葛拉迪的樂團鼓手傑瑞·葛拉利曾稱讚這首歌曲的表現，認為這個作品鞏固了他在爵士樂界的地位，並樹立了一個標準。雜誌《大西洋》在2015年的專欄上，表示著當文斯·葛拉迪從鋼琴上敲下這首歌曲的旋律時，這首歌曲就成為往後半個世紀以來的年度儀式，如果這首歌曲在當初沒辦法成為一個標準的話，那麼可以說它現在已經是一個定義了。娛樂網站影音俱樂部指出這首歌曲和《查理·布朗的聖誕節》專輯裡的其它樂曲成為了長久流傳的聖誕頌歌，是藉由著呈現出冬季憂愁的張力而脫穎而出。